# تفجيرات بغداد 25 تشرين الأول 2009
تفجيرات بغداد 25 أكتوبر تشرين الأول 2009 (بالإنجليزية: October 2009 Baghdad bombings) وهي عبارة عن هجمات في بغداد بالعراق أسفرت عن مقتل 155 شخصًا وإصابة ما لا يقل عن 721 شخصًا.

## الهجوم
نتج الهجوم عن هجومين انتحاريين بسيارتين مفخختين في حافلة صغيرة وحافلة 26 مقعدًا، استهدفا وزارة العدل ومبنى مجلس محافظة بغداد في تتابع سريع في الساعة 10 : 30 صباحا بالتوقيت المحلي. وزارة البلديات والأشغال العامة، التي تبعد حوالي 50 مترًا (160 قدمًا) عن وزارة العدل، تعرضت أيضًا لأضرار جسيمة. من بين القتلى 35 موظفًا بوزارة العدل وما لا يقل عن 25 موظفًا من مجلس محافظة بغداد. وكان من بين الجرحى ثلاثة متعاقدين أمريكيين.كما أصيبت حافلة تقل أطفالا من حضانة بجوار وزارة العدل، مما أسفر عن مقتل السائق و20 طفلا كانوا على متنها، فضلا عن إصابة ستة أطفال آخرين. دمرت الانفجارات بشدة كنيسة القديس جورج، الكنيسة الأنجليكانية الوحيدة في العراق. أفاد كانون أندرو وايت أن أجزاء من الجثث سقطت في الكنيسة بسبب الانفجار وأن عيادة طبية إنسانية كانت تعمل في الموقع قد دمرت.
كان الهجوم الأكثر دموية في العراق منذ أغسطس 2007 ووقع بالقرب من المكان الذي قتلت فيه السيارات المفخخة 120 شخصًا على الأقل في وزارتي الخارجية والمالية قبل شهرين.

## الجناة
وقال نائب وزير الداخلية العراقي أحمد الخفاجي لـ اندرونكس الدولية إن القنابل صنعت داخل المنطقة الخضراء، في موقع بجوار الانفجارات مباشرة. وقال نائب الوزير الخفاجي، «يبدو أن منفذي الهجمات استأجروا منزلا أو محلا تجاريا في شارع جانبي من المنطقة التي كانوا يعتزمونا هدافها وتسللوا تدريجياً إلى مواد صنع القنابل».
في 11 آذار / مارس 2010 اعتقلت الشرطة العراقية العقل المدبر للتفجيرات مناف عبد الرحيم الراوي. كما أدى اعتقاله إلى مقتل قياديي القاعدة أبو أيوب المصري وأبو عمر البغدادي. أطلق على الراوي لقب «محافظ بغداد» وكان العقل المدبر للعديد من تفجيرات بغداد الأخرى منذ آب / أغسطس 2009، بحسب اللواء قاسم عطا، المتحدث باسم الجيش في بغداد.

## التأثيرات السياسية
كان رئيس الوزراء العراقي نوري المالكي يحاول تصوير البلاد على أنها أكثر أمانًا من فترة الحرب الأهلية من 2006 إلى 2008. وقال سياسيون محليون إن التفجيرات كانت تحاول تدمير الثقة في رئيس الوزراء نوري المالكي وقدرته على تأمين الدولة بعد انسحاب الولايات المتحدة. واجه إعادة انتخابه في يناير 2010، وكان جزء كبير من شعبيته يعتمد على سلامة البلاد. دفعت التفجيرات بعض العراقيين إلى إعادة النظر في دعمهم لرئيس الوزراء.
ورد رئيس الوزراء قائلا: «إن الأعمال الإرهابية الجبانة التي حدثت اليوم يجب ألا تضعف عزم العراقيين على مواصلة رحلتهم ومحاربة أتباع النظام المنهك والبعثيين والقاعدة».
وندد الرئيس الأمريكي باراك أوباما بشدة بالهجمات. قالت وزيرة الخارجية هيلاري كلينتون في بيان إن الولايات المتحدة ستعمل مع العراقيين "لمحاربة كافة أشكال العنف ومحاولات الترهيب.

## روابط خارجية
1. صور الهجوم[1]

1. ↑  "Bombings rock Iraq's political landscape" (بالإنجليزية الأمريكية). Archived from the original on 2021-12-19. Retrieved 2022-02-19.